# Smittina malouinensis
Smittina malouinensis är en mossdjursart som först beskrevs av Jullien 1888.  Smittina malouinensis ingår i släktet Smittina och familjen Smittinidae. Inga underarter finns listade i Catalogue of Life.